# Катценштейн, Франц
Франц Катценштейн (нем. Franz Catzenstein, также англ. Francis Matthiesen; 1898—1963) — немецкий арт-дилер и владелец художественной галереи.

## Биография
Родился 24 июля 1898 года в Ганновере Германской империи в семье Лео Катценштейна, медицинского служащего, имеющей еврейские корни. Брат немецкого скульптора Эллен Бернкопф-Катценштейн.
Во времена Веймарской республики Катценштейн сначала был сотрудником, а затем владельцем и управляющим директором художественной галереи Galerie Matthiesen, названной в честь девичьей фамилии его жены Марии. Галерея была известна в Берлине и находилась в одном из дворцов на улице Viktoriastraße. Франц Катценштейн сумел установить международные контакты и принимал участие в продаже лучших работ из Эрмитажа правительством Советского Союза.
В 1933 году, после захвата власти в Германии нацистами, эмигрировал сначала в Цюрих, затем переехал в Лондон, где изменил своё имя на Фрэнсис Маттисен (Francis Matthiesen). Находясь в эмиграции, до 1935 года он оставался управляющим директором своей галереи. В том же 1933 году сестра Катценштейна — Эллен, ставшая скульптором, провела выставку в их родном городе Ганновере, которая была опорочена в газетах в ходе национал-социалистической культурной политики в Германии. Эллен решила первой из семейства эмигрировать в Палестину, в то время как оба родителя оставались в Ганновере.
В 1936 году умер отец. В 1939 году галерея Франца Катценштейна была «ариизирована» и отдана в проект Гитлера Музей фюрера. В том же году его мать последовала за своей дочерью Эллен, у которой уже родилась дочь Яэль, в Палестину.
Только в 1950 году Франц Катценштейн получил свои произведения искусства, перевезённые к тому времени в Голландию.
Умер 10 мая 1963 года в Лондоне.
Франц Катценштейн был трижды женат. В 1978 году его сын Патрик Маттисен (Patrick Matthiesen) организовал Галерею Маттисен (Matthiessen Gallery), специализирующаяся на итальянских, французских и испанских картинах старых мастеров (1330—1870 годов).